# ウェンブリー・スタジアム駅
ウェンブリー・スタジアム駅 (Wembley Stadium station) は、グレーター・ロンドン、ウェンブリーにあるチルターン本線上にあるネットワーク・レールの駅である。ウェンブリー・スタジアムから南西400mの地点にある。

## 歴史

### 最初のウェンブリー・スタジアム駅
最初のウェンブリー・スタジアム駅は約1km東北東に位置していた(北緯51度33分31秒 西経0度16分23秒 / 北緯51.558638度 西経0.273010度)。1代目の駅はLNERによってチルターン本線から離れたところにあるニースデン・ジャンクションとウェンブリー・ヒル駅(現在のウェンブリー・スタジアム駅)の間のループ上に1つのプラットフォームを有したエクシビション駅(ウェンブリー)として1923年に開業した。ロンドンへ接続するその集中的なサービスを覆さないことを認めた。1代目の駅は何回か改名をし1928年、ウェンブリー・スタジアム駅に改名した。その駅は1968年に廃止された。路線の跡は地図と空中写真から見ることが出来る。
その路線は通常の乗客サービスのほかに1924年、そのスタジアムかエンペラー・プールで開かれた大英帝国展覧会が行われたという出来ことがあった。一時的な待避線は"パレス・オブ・エンジニアリング"(工学の宮殿)展覧会の展覧会ホールにグレート・ウェスタン鉄道の4073号「ケアフィリー・キャッスル」とロンドン・アンド・ノース・イースタン鉄道の4472号「フライング・スコッツマン」のそれぞれの展示をイギリスの乗客が強力な運動をするぐらいに請求した。

### 現在の駅
現在の駅は"ウェンブリー・ヒル"として1906年に開業した駅とウェンブリー・コンプレックスになる前に現在の駅名になった。もともとの始まりは4本の鉄道路線と2つのプラットホームがあり、その内側は追い越し路線であった; 現在の2つの路線レイアウトは1960年からである。

## 発着列車
列車はチルターン・レイルウェイズがメリルボーン駅からハイ・ウィッカム駅方面とバーミンガム・スノーヒル駅方面へ運行している。このセントラル・ロンドン方面は他の地域にある駅より8分早くメリルボーン駅に到着することが出来る。繁忙期は（通常はスタジアムのイベント時）8両編成の車両がメリルボーンとウェンブリー・スタジアム間を往復する。さらに加えて、レクサム・アンド・シュロップシャーのメリルボーンへのサービスは忙しい日の混雑を軽減させるのに活用される。

## 隣の駅
■チルターン・レイルウェイズ
チルターン本線
メリルボーン駅 - ウェンブリー・スタジアム駅 - サドベリー&ハーロウ・ロード駅(ノーソルト・パーク駅には土曜日と日曜日しか止まらない)
■レクサム&シュロップシャー
ロンドン - レクサム
メリルボーン駅 - ウェンブリー・スタジアム駅 - バンベリー駅